# Mormorsmysteriet
Mormorsmysteriet är en barn- och ungdomsbok av Elsie Johansson som utkom första gången år 1987.
Boken handlar om Mirran (Karin Mirjam Elisabet Blomberg) som får åka till mormor (tant Alma Karlsson) på landet under en sommar. Mirran vill egentligen inte vara där, men eftersom hennes föräldrar måste arbeta har hon inget val.
Redan första dagen hos mormor träffar hon en kille som kallas Myran (Jan Myréus) och de blir goda vänner. Snart visar det sig dock att sommaridyllen hos mormor vilar på hemligheter – en skatt lär finnas i trakten. Mirran och Myran bestämmer sig för att finna den.
Mormorsmysteriet har sänts som sommarlovsföljetong i Sveriges Radio år 1990, år 1996 och år 2005.